# Catapagurus spinicarpus
Catapagurus spinicarpus is een tienpotigensoort uit de familie van de Paguridae. De wetenschappelijke naam van de soort is voor het eerst geldig gepubliceerd in 2000 door de Saint Laurent & McLaughlin.